# Служба безпеки та інформації

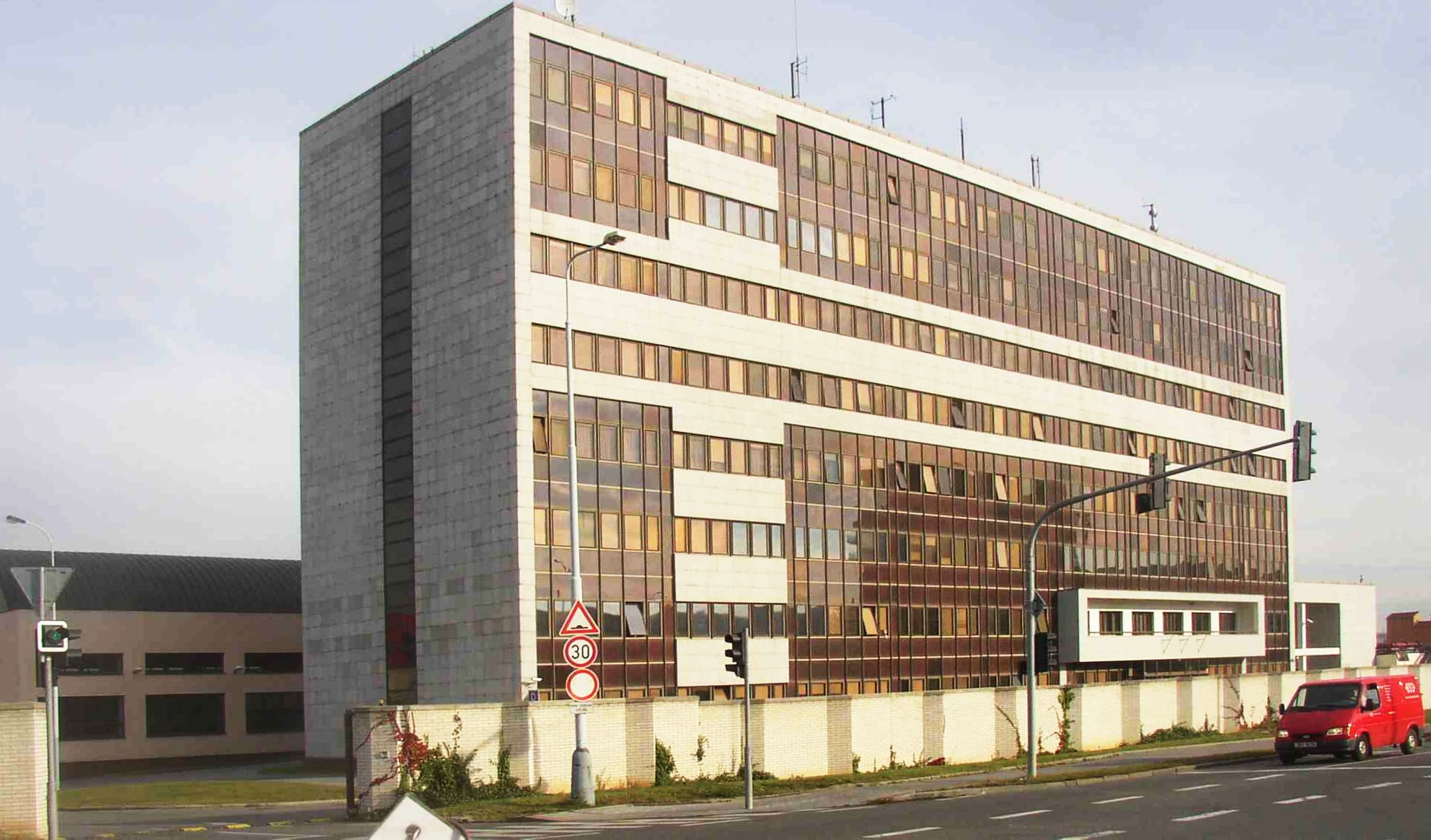
Штаб-квартира BIS у Празі

Служба безпеки та інформації (чеськ. Bezpečnostní informační služba; BIS) — служба державної безпеки Чеської республіки, створена після розпаду Чехословаччини.

## Завдання служби
- Контррозвідка[5].
- Збереження секретних документів.
- Боротьба з тероризмом та організованою злочинністю.
- Боротьба з економічним шпигунством.